# Arzu'iyeh
Arzū'iyeh (farsi ارزوئیه) è una città dello shahrestān di Arzuiyeh, circoscrizione Centrale, nella provincia di Kerman. Aveva, nel 2006, una popolazione di 5.668 abitanti.